# Нгара (Чад)
Нгара (фр. Ngara) — деревня в Чаде, расположенная на территории региона Канем. Входит в состав департамента Канем.

## География
Деревня находится в западной части Чада, к северо-востоку от озера Чад, на высоте 305 метров над уровнем моря.
Нгара расположен на расстоянии приблизительно 184 километров к северо-северо-востоку (NNE) от столицы страны Нджамены. Ближайшие населённые пункты: Твумбе, Баала, Серифинга, Сомбори, Каям-Фефей, Нтиара, Джила.
Климат деревни характеризуется как аридный жаркий (BWh в классификации климатов Кёппена).

## Транспорт
Ближайший аэропорт расположен в городе Нгури.